# Stras
Stras (niem. Strass) – syntetyczna imitacja diamentu wykonana z oszlifowanego (przeważnie szlifem brylantowym) szkła, szkła akrylowego lub, coraz rzadziej, kryształu górskiego, którego dolne ścianki zostały pokryte substancją poprawiającą blask i inne walory estetyczne. Nazwa pochodzi od wynalazcy, XVIII-wiecznego alzackiego jubilera, Georga Friedricha Strassa, który napylał metal na spodnią stronę oszlifowanego szkła ołowiowego.
Stras cechuje się wysokim blaskiem oraz wysoką łamliwością światła, jednak parametry te są gorsze od parametrów, które charakteryzują prawdziwe diamenty. Również odporność na zarysowania, a zatem i trwałość, są dużo niższe niż w oryginalnych kamieniach szlachetnych. Obecnie największym producentem strasu jest austriacka firma Swarovski, oferująca stras pod nazwą handlową "kryształ Swarovskiego", Elite Crystals oraz czeska firma Preciosa.